# There's One in Every Crowd
Albums de Eric Clapton
461 Ocean Boulevard No Reason to Cry
There's One in Every Crowd est le 3e album studio du guitariste Eric Clapton,  sorti en 1975.

## Historique
Il est sorti peu après l'album 461 Ocean Boulevard et représente un style très semblable, mais n'a pas eu le même succès commercial.
Le titre de l'album There's One in Every Crowd qui se traduit en français par « Il y en a un dans chaque foule » devait à l'origine être EC is God... There's One In Every Crowd (« EC est Dieu... Il y en a un dans chaque foule ») et qui est en fait une réponse que Clapton fit à une personne qui insistait pour lui faire comprendre qu'il était Dieu. L'album est composé de titres reggae, gospel et pop, la pochette étant elle très blues.

## Titres
1. "We've Been Told (Jesus Is Coming Soon)" (Willie Johnson/Traditionnel) – 4:28
2. "Swing Low, Sweet Chariot" (Traditionnel) – 3:33
3. "Little Rachel" (Jim Byfield) – 4:06
4. "Don't Blame Me" (Eric Clapton/George Terry) – 3:35
5. "The Sky Is Crying" (Elmore James) – 3:58
6. "Singin' the Blues" (Mary McCreary) – 3:26
7. "Better Make It Through Today" (Clapton) – 4:07
8. "Pretty Blue Eyes" (Clapton) – 4:45
9. "High" (Clapton) – 3:30
10. "Opposites" (Clapton) – 4:52

## Musiciens
- Eric Clapton : chant, guitares, dobro
- George Terry : guitares, chœurs
- Dick Sims : orgue, piano, piano électrique
- Carl Radle : basse
- Jamie Oldaker : batterie, percussions
- Yvonne Elliman : chœurs
- Marcy Levy : chœurs